# Croat (guerrer)
Croat fou el guerrer catòlic que va prendre part a les Croades, que es distingien per una creu cosida al pit i per la seva obediència a l'església a canvi de la protecció eclesiàstica sobre llurs béns i persones mentre durava l'expedició cap a Terra Santa.
Molt pocs cavallers catalans van agafar la creu. Si ho van fer molts occitans, especialment de Tolosa. Ramon de Sant Geli va arribar a ser comte de Trípoli al Líban.
Jaume I el Conqueridor, fou el primer rei croat de la Corona d'Aragó. Va agafar la creu el 1269 i va sortir amb una expedició naval cap a Terra Santa, però va haver de tornar per una tempesta i només 11 naus van arribar a Sant Joan d'Acre sota comandament dels cavallers croats Ferran Sanxis de Castre i Pere Ferrandis, fills naturals d'En Jaume. La Croada de Jaume I hauria estat la novena croada. El 1274 Jaume I va anar al concili de Lió i va oferir agafar la creu però el seu oferiment no va tenir cap acollida.
Posteriors croades contra els turcs en les que van participar els catalans (a partir de 1455) ja tenen un caràcter diferent. Els cavallers que hi participen ja no són croats sinó servidors del seu sobirà. L'època del cavallers croats havia passat.